# 樟脑磺酸
樟脑磺酸（camphorsulfonic acid），有时简写为CSA或10-CSA，是一种有机硫化合物。类似于典型的磺酸化合物，它是一种相对较强的酸，外观为无色固体，可溶于常规有机溶剂。
这种化合物商业市售，可通过樟脑与硫酸，醋酐发生磺化反应制备。
在有机合成当中，CSA和其衍生物可用于手性拆分试剂，用于拆分手性胺类化合物以及其他的正离子化合物。
例如，3-溴樟脑-8-磺酸可用于光学纯地伐西匹的合成。